# Gustave Leheutre
Gustave Leheutre né à Troyes le 26 juillet 1861 et mort à Paris le 19 août 1932 est un peintre, dessinateur et graveur français.

## Biographie
Gustave Leheutre est né le 26 juillet 1861 à Troyes, place Saint-Rémy, ville à laquelle il restera fidèle. Son père est militaire, entraîne sa famille tout au long de ses mutations. Gustave Leheutre finit par devenir interne au collège Sainte-Barbe à Paris.
En 1884, il entre à l'académie de peinture fondée par Henri Gervex et Ferdinand Humbert ; il suit également les cours d'Eugène Carrière en 1890. Quand il découvre les eaux-fortes de Whistler exposées à la galerie Georges Petit en 1892, il quitte la peinture pour la gravure. C'est Auguste Delâtre qu'il sollicite, et qui va l'initier et le former aux différentes techniques.

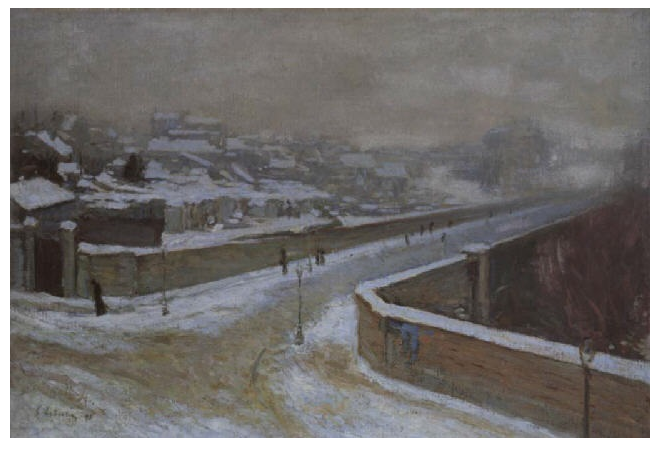
Attribué à Gustave Leheutre, Soir de neige à Montmartre (1893), huile sur toile, localisation inconnue.

Il expose au Salon des artistes français à partir de 1889. Leheutre, comme peintre, se range du côté du groupe des Nabis au cours des années 1890.
Sa production, entamée dès 1893, s'élève à plus de 200 pièces originales dont 160 eaux-fortes, des pointes-sèches et quelques rares lithographies. On compte aussi de nombreux dessins. Ses thèmes varient peu : paysages champêtres, mais surtout urbains ; il fixe ainsi des pans entiers de la vieille ville de Troyes, son pays natal, aujourd'hui disparu ; il fait de même pour Montargis, La Rochelle, Chartres, certains quartiers de Paris et sa banlieue, Venise. On trouve également des édifices religieux et quelques marines. En 1896, il exécute un portrait gravé de Claude Debussy. Son travail est alors remarqué par Roger Marx dans la Gazette des beaux-arts.
Après un passage chez Le Barc de Boutteville (1892, 1895) et Ambroise Vollard (1897), il est principalement représenté par le marchand-éditeur parisien Edmond Sagot qui avait la particularité de produire peu (50 à 75 estampes par pièce) et de détruire les matrices (cuivre, ou zinc). Les deux hommes s'apprécient. Leheutre lui présente le jeune graveur Charles Heyman et bien plus tard, Leheutre rendra hommage à son condisciple, mort à la guerre.
Il donne quelques eaux-fortes à la revue Le Centaure (1896) et l'on connaît une pièce éditée en 1906, Le Canal d'Eu, par la Gesellschaft für vervielfältigende Kunst de Vienne (Autriche).
En 1905, il illustre une belle édition du Dominique d'Eugène Fromentin.
Infatigable, Leheutre grave jusqu'à la toute fin des années 1920.
Peu après sa mort à Paris le 19 août 1932, la municipalité de Troyes organise une grande rétrospective, et nomme une rue du quartier de Croncels à sa mémoire.

## Collections publiques
À Paris, l'INHA conserve 95 estampes, et un dessin, Le Crématorium du cimetière du Père-Lachaise, se trouve à la Bibliothèque nationale de France. Le musée Saint-Loup de Troyes possède également un fonds de gravures.
On trouve aussi ses œuvres à l'Art Institute of Chicago, au Hampshire College Art gallery d'Amherst (Massachusetts), au musée des Beaux-Arts de San Francisco, à la National Gallery of Victoria à Melbourne et à la Galerie nationale d'Australie à Canberra, etc.

Estampes de Gustave Leheutre
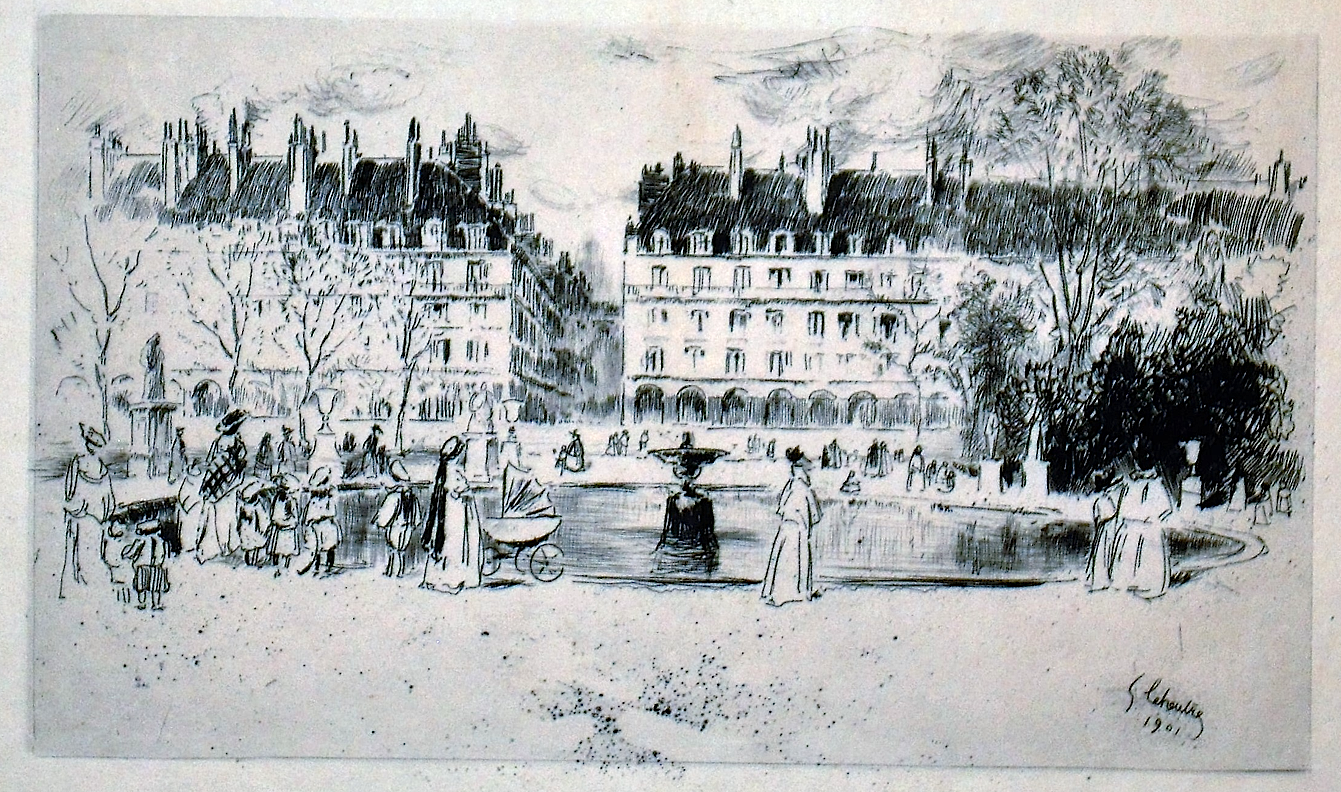
Le Petit Bassin des Tuileries (1901), eau-forte[8].
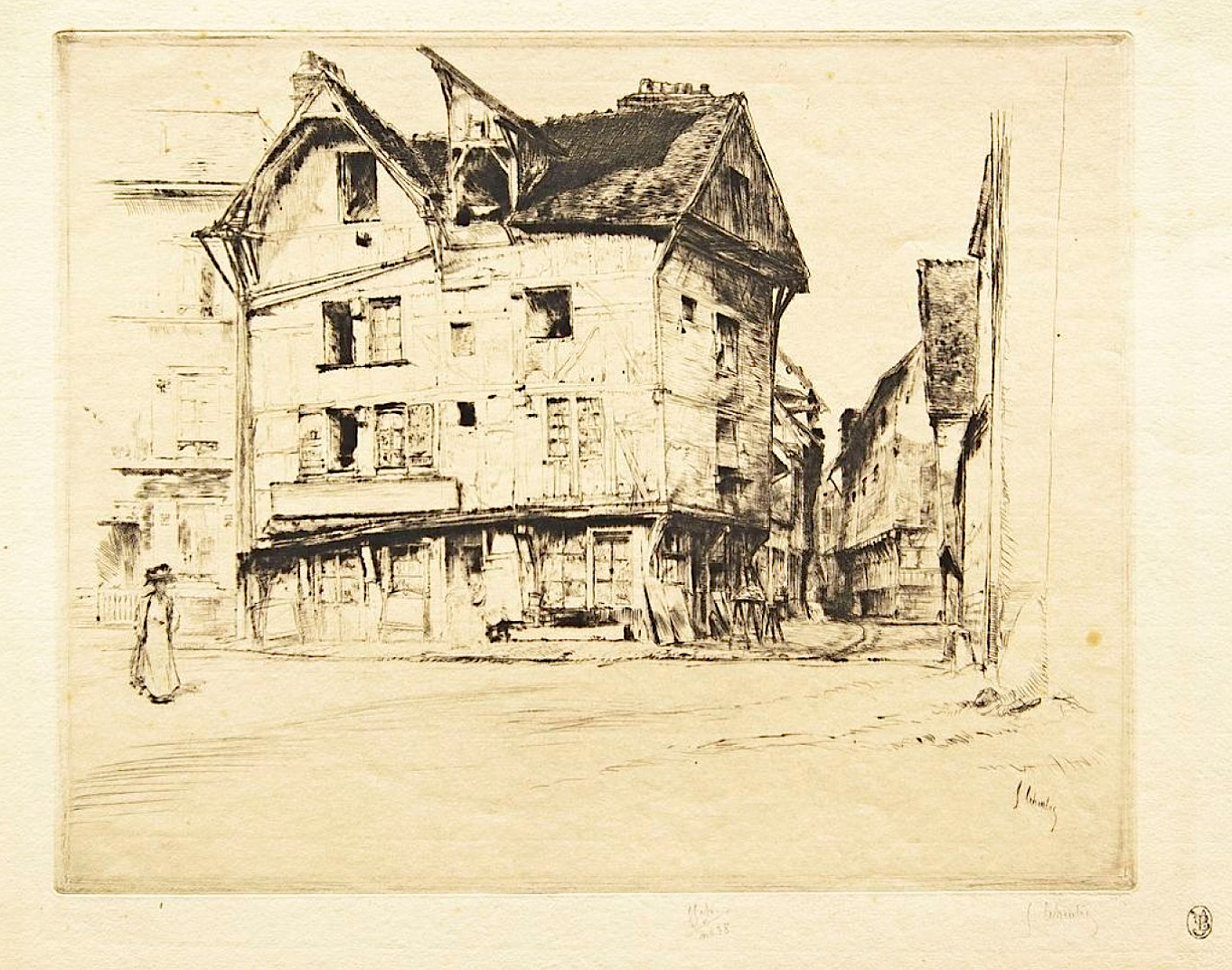
La Maison Roy de Troyes (1908), pointe sèche.
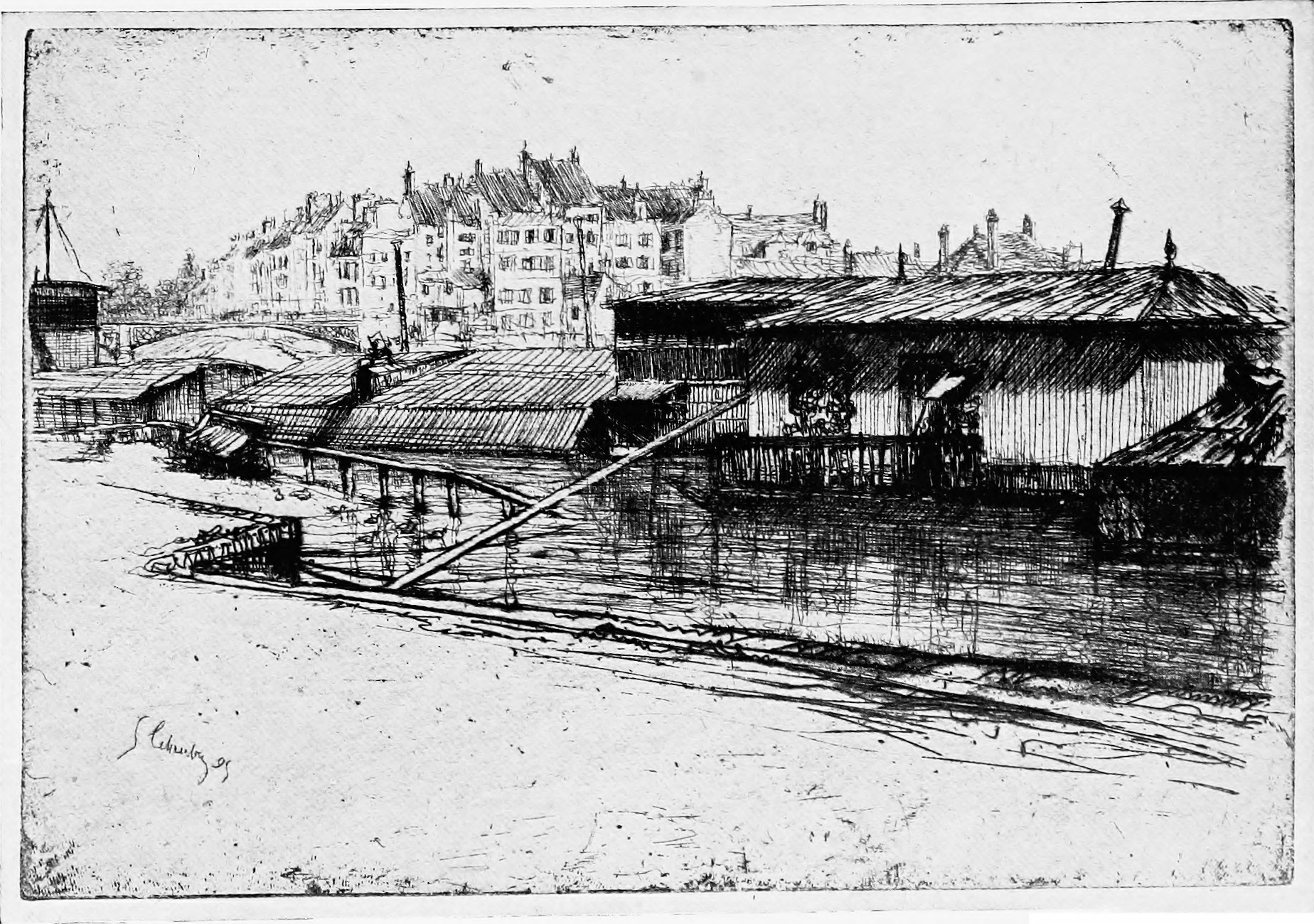
La Marine à Lagny (vers 1910), eau-forte.
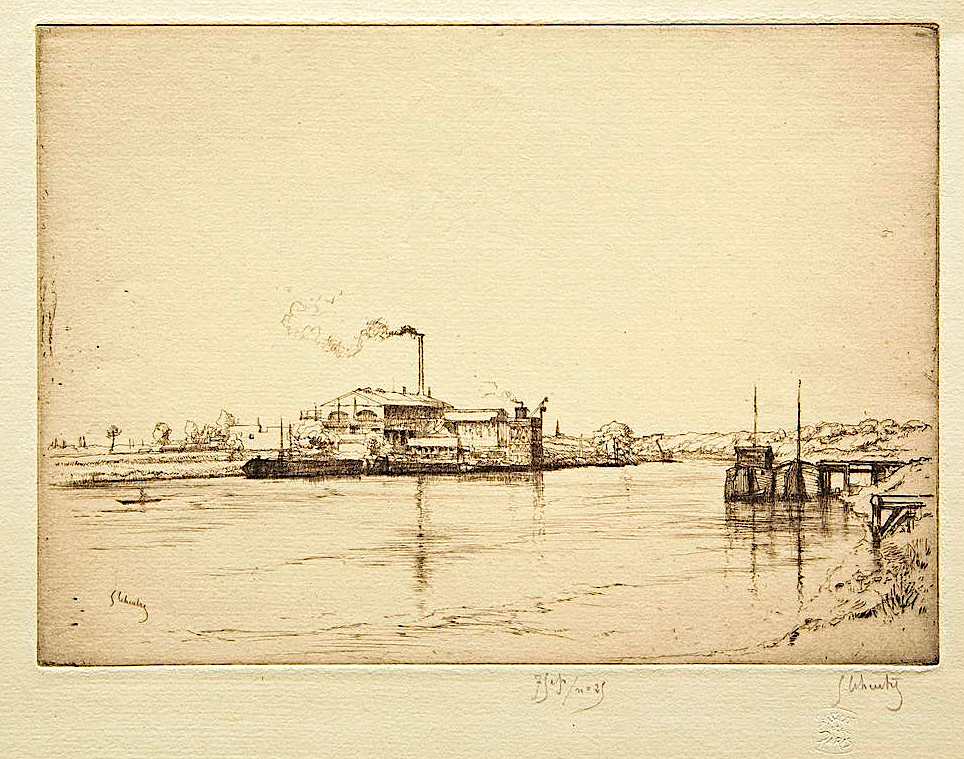
Les Coteaux de Sannois vues d'Argenteuil (1920), pointe-sèche.